# Francesco Dell'Uomo
Francesco Dell'Uomo (Colleferro, 8 gennaio 1987) è un ex tuffatore e allenatore di tuffi italiano. Ha rappresentato l'Italia a tre edizioni consecutive dei Giochi olimpici estivi: Atene 2004, Pechino 2008 e Londra 2012.

## Biografia
Ha vinto una medaglia di bronzo nei tuffi sincronizzati dalla piattaforma, in coppia con Michele Benedetti, ai Campionati europei di Budapest 2006. Due anni più tardi ad Eindhoven 2008, ha vinto il bronzo nella piattaforma 10 m.
Il 21 luglio 2013 ai Mondiali di Barcellona, Spagna, insieme al connazionale Maicol Verzotto si è classificato settimo nella finale del sincro dalla piattaforma di 10 metri con un totale di 386,25 punti.
Dopo il ritiro è divenuto allenatore di tuffi. Ha allenato Maia Biginelli.

### Vita privata
Il 28 settembre 2014 si è sposato con la sincronetta Dalila Schiesaro; in precedenza aveva avuto una relazione con la tuffatrice Tania Cagnotto.

## Palmarès
- Giochi olimpici

3 Olimpiadi Atene2004; Pechino 2008; Londra 2012
- Europei di nuoto

Budapest 2006: bronzo nel sincro 10 m.
Eindhoven 2008: bronzo nella piattaforma 10 m.
- Champions Cup European

Stoccolma 2005: bronzo nel sincro 10 m.
Stoccolma 2007: bronzo nella piattaforma 10 m.
- Mondiali Juniores

Aachen 2002: argento nella piattaforma 10 m.
- Europei Juniores

Malta 2001: oro dalla piattaforma.
Ginevra 2002: argento nel trampolino 3 m.
Aquisgrana 2004: argento nella piattaforma 10 m e bronzo nel trampolino 3 m.
Electrostal 2005: argento nel trampolino 3 m e bronzo nella piattaforma 10 m.